# 地球長波輻射

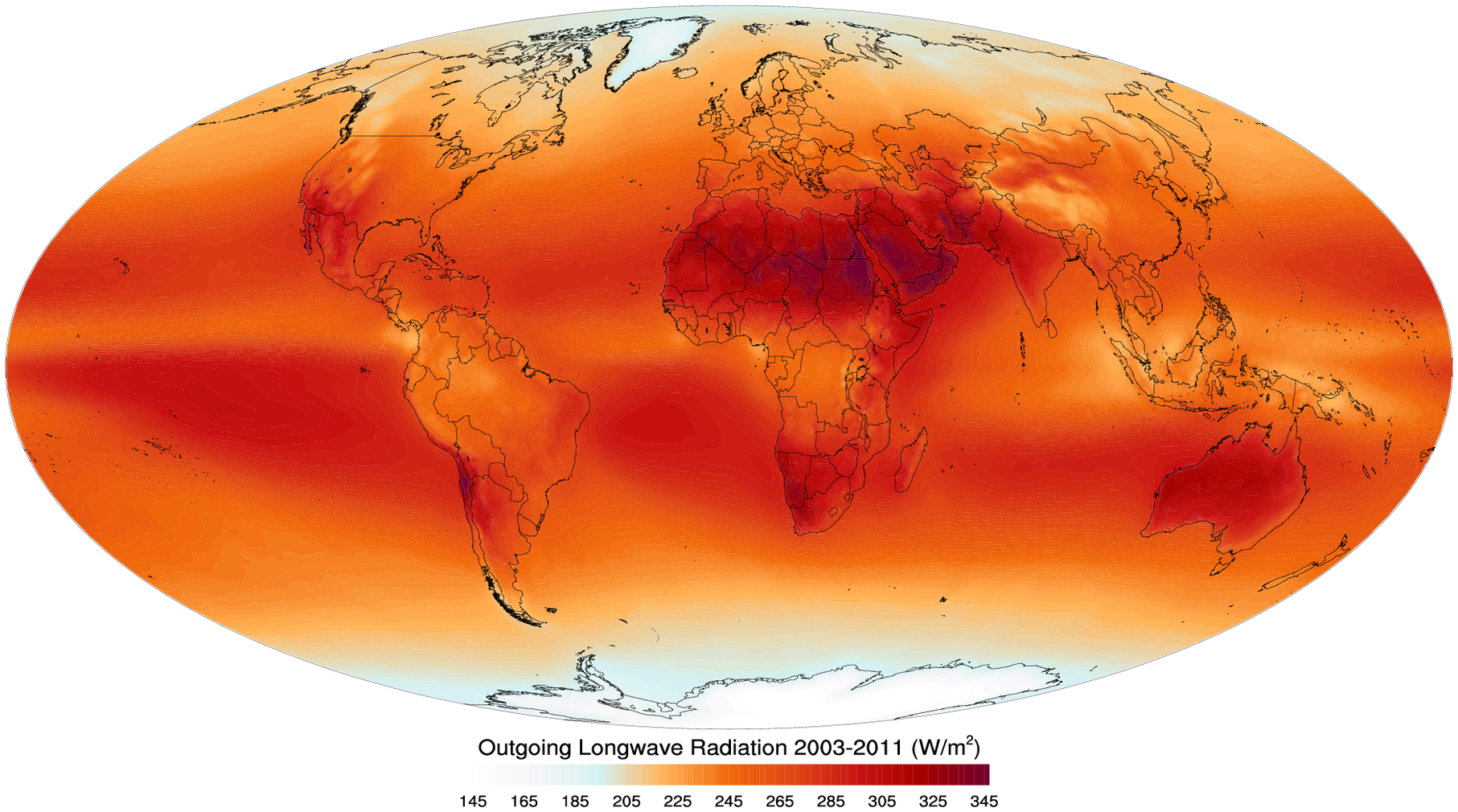
2003至2010年的年平均地球長波輻射量

地球長波輻射（英語：Outgoing Longwave Radiation，OLR）是從地球到外层空间的紅外線低能量輻射。

## 大氣能量輻射
地球長波輻射是地球能量收支的重要組成，指的是從地球大氣層輻射到宇宙的總能量。當地球長波輻射等于入射太陽短波輻射時將會達到地球能量平衡，地球平均氣溫相對穩定 地球長波輻射受到大氣中雲層和灰塵的影響，雲和灰塵增加時，地球長波輻射將會減少

## 對溫室效應的影響
甲烷、二氧化氮、水蒸氣和二氧化碳等溫室氣體會增加大氣層對特定波長的長波輻射的吸收，吸收了能量的溫室氣體同時放出更多的輻射，部份輻射加熱了大氣層從而升高了地球的溫度。因此，當溫室氣體濃度增加時，大氣層將會吸收更多的長波輻射，氣溫因此升高。
地球長波輻射受輻射體溫度的影響。因此，地表溫度、表面發射率、大氣溫度、水蒸氣含量和雲量均會影響地球長波輻射。
近期卫星观测表明了更多的由表面蒸发带走能量导致的降水抵消了部分反射回地面的长波辐射。

## 測量
地球長波輻射主要指的是波長範圍為 3 到 100 微米的電磁波。在地球氣候系統中，地球長波輻射包括大氣氣體、氣溶膠、云和地表的吸收、散射和放出的過程。測量大氣層頂部和底部的長波輻射量可以得出被大氣層中吸收、加熱地表和形成云的輻射量。
地球長波輻射自1975年起成功被人造衛星監測。人造衛星監測任務包括了 Nimbus-6 和 Nimbus-7 對於地球能量收支的監測等。
大氣層底部的長波輻射主要由地面輻射強度計測量。這也是基线地面辐射观测网提供全球明暗校正數據的一部份。

## 外部連結
- NOAA Climate Diagnostics Center（页面存档备份，存于）
- NASA Earth Observatory Outgoing Heat Radiation（页面存档备份，存于）
- .   [2015-07-16]. （原始内容存档于2008-05-05）.
- .   [2015-07-16]. （原始内容存档于2007-09-27）.
- Planetary Energy Balance, Physical Geography（页面存档备份，存于）